# Sport- und Schwimmverein Jahn 2000 Regensburg 2017-2018
Questa voce raccoglie le informazioni riguardanti lo Sport- und Schwimmverein Jahn 2000 Regensburg  nelle competizioni ufficiali della stagione calcistica 2017-2018.

## Stagione
Nella stagione 2017-2018 lo Jahn Ratisbona, allenato da Achim Beierlorzer, concluse il campionato di 2. Bundesliga al 5º posto. In coppa di Germania lo Jahn Ratisbona fu eliminato al secondo turno dall'Heidenheim.

## Rosa
| N. |                      | Ruolo | Calciatore           |
| -- | -------------------- | ----- | -------------------- |
| 26 | Germania (bandiera)  | P     | Bastian Lerch        |
| 1  | Germania (bandiera)  | P     | Philipp Pentke       |
| 32 | Germania (bandiera)  | P     | Alexander Weidinger  |
| 33 | Germania (bandiera)  | P     | André Weis           |
| 5  | Germania (bandiera)  | D     | Benedikt Gimber      |
| 17 | Germania (bandiera)  | D     | Oliver Hein          |
| 7  | Germania (bandiera)  | D     | Marcel Hofrath       |
| 10 | Germania (bandiera)  | D     | Marvin Knoll         |
| 28 | Germania (bandiera)  | D     | Sebastian Nachreiner |
| 3  | Germania (bandiera)  | D     | Alexander Nandzik    |
| 16 | Lituania (bandiera)  | D     | Markus Palionis      |
| 6  | Germania (bandiera)  | D     | Benedikt Saller      |
| 4  | Danimarca (bandiera) | D     | Asger Sørensen       |
| 8  | Germania (bandiera)  | C     | Andreas Geipl        |

| N. |                     | Ruolo | Calciatore          |
| -- | ------------------- | ----- | ------------------- |
| 31 | Germania (bandiera) | C     | Uwe Hesse           |
| 27 | Germania (bandiera) | C     | Kevin Hoffmann      |
| 13 | Germania (bandiera) | C     | Sven Kopp           |
| 18 | Germania (bandiera) | C     | Marc Lais           |
| 23 | Armenia (bandiera)  | A     | Sargis Adamyan      |
| 25 | Marocco (bandiera)  | A     | Hamadi Al Ghaddioui |
| 11 | Germania (bandiera) | A     | Sebastian Freis     |
| 9  | Germania (bandiera) | A     | Jann George         |
| 15 | Germania (bandiera) | A     | Marco Grüttner      |
| 29 | Germania (bandiera) | A     | Joshua Mees         |
| 21 | Germania (bandiera) | A     | Jonas Nietfeld      |
| 22 | Germania (bandiera) | A     | Sebastian Stolze    |
| 20 | Kosovo (bandiera)   | A     | Albion Vrenezi      |

## Organigramma societario
Area tecnica
- Allenatore: Achim Beierlorzer
- Allenatore in seconda: Andreas Gehlen, Mersad Selimbegovic
- Preparatore dei portieri: Kristian Barbuščák
- Preparatori atletici:

## Risultati

### 2. Bundesliga

#### Girone di andata
| Arbitro: | Jablonski |

|                       |           |            |
| Staude 39’ Šporar 90’ | Marcatori | 23’ George |

| Arbitro: | Osmers |

|  |           |             |
|  | Marcatori | 78’ Möhwald |

| Arbitro: | Fritz |

|                      |           |                                       |
| Kittel 52’ Matip 57’ | Marcatori | 27’ Mees 73’, 79’ George 90’ Nietfeld |

| Arbitro: | Alt |

|           |           |                           |
| Knoll 43’ | Marcatori | 20’ Schindler 30’ Ducksch |

| Arbitro: | Waschitzki |

|              |           |                                 |
| Widemann 86’ | Marcatori | 68’ Knoll 88’ Mees 90’ Grüttner |

| Arbitro: | Günsch |

|  |           |                               |
|  | Marcatori | 48’ Horvath 51’ (rig.) Aosman |

| Arbitro: | Kempter |

|             |           |  |
| Kujović 54’ | Marcatori |  |

| Arbitro: | Reichel |

|                           |           |            |
| Grüttner 47’ Nietfeld 77’ | Marcatori | 42’ Baffoe |

| Arbitro: | Kampka |

|                |           |  |
| Höler 67’, 84’ | Marcatori |  |

| Arbitro: | Kempkes |

|  |           |                      |
|  | Marcatori | 20’ Polter 57’ Gogia |

| Arbitro: | Waschitzki |

|            |           |  |
| Kvesić 59’ | Marcatori |  |

| Arbitro: | Aarnink |

|                           |           |                   |
| Stolze 10’, 49’ Knoll 33’ | Marcatori | 14’ (rig.) Moritz |

| Arbitro: | Siewer |

|                                    |           |                          |
| Adamyan 20’, 44’ Magyar 68’ (aut.) | Marcatori | 32’ Magyar 47’ Caligiuri |

| Arbitro: | Heft |

|                         |           |                          |
| Sobiech 40’ Allagui 45’ | Marcatori | 21’ Grüttner 24’ Adamyan |

| Arbitro: | Sather |

|                                            |           |  |
| Grüttner 8’ Nietfeld 27’ Lais 39’ Mees 87’ | Marcatori |  |

| Arbitro: | Waschitzki |

|  |           |              |
|  | Marcatori | 52’ Grüttner |

| Arbitro: | Thomsen |

|  |           |          |
|  | Marcatori | 7’ Kruse |

#### Girone di ritorno
| Arbitro: | Koslowski |

|                                             |           |                                 |
| Gimber 14’ Grüttner 25’ Hartherz 78’ (aut.) | Marcatori | 12’ Voglsammer 90’ Kerschbaumer |

| Arbitro: | Gräfe |

|                       |           |                      |
| Behrens 10’ Salli 49’ | Marcatori | 6’ Lais 28’ Grüttner |

| Arbitro: | Gerach |

|                                         |           |                               |
| Wahl 72’ (aut.) Stolze 78’ Nietfeld 88’ | Marcatori | 3’ Morales 37’ (rig.) Lezcano |

| Arbitro: | Thomsen |

|            |           |              |
| Ducksch 4’ | Marcatori | 28’ Grüttner |

| Arbitro: | Storks |

|                         |           |  |
| George 34’ Grüttner 90’ | Marcatori |  |

| Arbitro: | Siebert |

|           |           |  |
| Berko 64’ | Marcatori |  |

| Arbitro: | Fritz |

|                                                        |           |                                 |
| Grüttner 37’ Nietfeld 40’ Knoll 60’ (rig.) Adamyan 65’ | Marcatori | 3’ Hennings 13’ Raman 15’ Usami |

| Arbitro: | Rohde |

|                           |           |                  |
| Nyman 36’ Hochscheidt 61’ | Marcatori | 85’ (rig.) Knoll |

| Arbitro: | Aarnink |

|               |           |             |
| Mees 28’, 52’ | Marcatori | 60’ Aygüneş |

| Arbitro: | Winkmann |

|                       |           |                               |
| Kroos 45’ Hosiner 63’ | Marcatori | 59’ Grüttner 89’ (rig.) Knoll |

| Arbitro: | Kempter |

|           |           |                          |
| Knoll 50’ | Marcatori | 27’, 57’ Köpke 43’ Munsy |

| Arbitro: | Kampka |

|               |           |           |
| Andersson 73’ | Marcatori | 6’ Saller |

| Arbitro: | Stieler |

|                    |           |                 |
| Nandzik 87’ (aut.) | Marcatori | 48’, 84’ George |

| Arbitro: | Jöllenbeck |

|                                   |           |          |
| Grüttner 10’ Adamyan 21’ Mees 48’ | Marcatori | 53’ Flum |

| Arbitro: | Reichel |

|                                                     |           |            |
| Nauber 52’ Il'jučenko 60’ Stoppelkamp 75’ Engin 87’ | Marcatori | 58’ George |

| Arbitro: | Jablonski |

|  |           |                            |
|  | Marcatori | 29’ Jones 68’ Ji 73’ Kempe |

| Arbitro: | Alt |

|           |           |              |
| Wurtz 87’ | Marcatori | 64’ Grüttner |

### Coppa di Germania
| Arbitro: | Petersen |

|                                           |           |             |
| Lais 45’ (rig.) Nietfeld 87’ Grüttner 90’ | Marcatori | 40’ Sobiech |

| Arbitro: | Dingert |

|                           |           |                                           |
| Nietfeld 45’ Grüttner 54’ | Marcatori | 30’, 50’ Thiel 33’, 82’ Glatzel 55’ Pusch |

## Statistiche

### Statistiche di squadra
| Competizione      | Punti | In casa | In casa | In casa | In casa | In casa | In casa | In trasferta | In trasferta | In trasferta | In trasferta | In trasferta | In trasferta | Totale | Totale | Totale | Totale | Totale | Totale | DR |
| Competizione      | Punti | G       | V       | N       | P       | Gf      | Gs      | G            | V            | N            | P            | Gf           | Gs           | G      | V      | N      | P      | Gf     | Gs     | DR |
| ----------------- | ----- | ------- | ------- | ------- | ------- | ------- | ------- | ------------ | ------------ | ------------ | ------------ | ------------ | ------------ | ------ | ------ | ------ | ------ | ------ | ------ | -- |
| 2. Bundesliga     | 48    | 17      | 10      | 0       | 7       | 31      | 27      | 17           | 4            | 6            | 7            | 22           | 26           | 34     | 14     | 6      | 14     | 53     | 53     | 0  |
| Coppa di Germania | -     | 2       | 1       | 0       | 1       | 5       | 6       | 0            | 0            | 0            | 0            | 0            | 0            | 2      | 1      | 0      | 1      | 5      | 6      | -1 |
| Totale            | -     | 19      | 11      | 0       | 8       | 36      | 33      | 17           | 4            | 6            | 7            | 22           | 26           | 36     | 15     | 6      | 15     | 58     | 59     | -1 |

### Andamento in campionato
| Giornata  | 1  | 2  | 3  | 4  | 5  | 6  | 7  | 8  | 9  | 10 | 11 | 12 | 13 | 14 | 15 | 16 | 17 | 18 | 19 | 20 | 21 | 22 | 23 | 24 | 25 | 26 | 27 | 28 | 29 | 30 | 31 | 32 | 33 | 34 |
| --------- | -- | -- | -- | -- | -- | -- | -- | -- | -- | -- | -- | -- | -- | -- | -- | -- | -- | -- | -- | -- | -- | -- | -- | -- | -- | -- | -- | -- | -- | -- | -- | -- | -- | -- |
| Luogo     | T  | C  | T  | C  | T  | C  | T  | C  | T  | C  | T  | C  | C  | T  | C  | T  | C  | C  | T  | C  | T  | C  | T  | C  | T  | C  | T  | C  | T  | T  | C  | T  | C  | T  |
| Risultato | P  | P  | V  | P  | V  | P  | P  | V  | P  | P  | P  | V  | V  | N  | V  | V  | P  | V  | N  | V  | N  | V  | P  | V  | P  | V  | N  | P  | N  | V  | V  | P  | P  | N  |
| Posizione | 12 | 15 | 12 | 14 | 13 | 15 | 16 | 12 | 14 | 14 | 15 | 15 | 13 | 13 | 9  | 7  | 12 | 8  | 9  | 7  | 7  | 6  | 8  | 5  | 6  | 4  | 4  | 5  | 5  | 4  | 4  | 5  | 5  | 5  |

Legenda:

Luogo: C = Casa; T = Trasferta. Risultato: V = Vittoria; N = Pareggio; P = Sconfitta.

### Statistiche dei giocatori
| Giocatore     | 2. Bundesliga | 2. Bundesliga | 2. Bundesliga | 2. Bundesliga | Coppa di Germania | Coppa di Germania | Coppa di Germania | Coppa di Germania | Totale   | Totale | Totale      | Totale     |
| Giocatore     | Presenze      | Reti          | Ammonizioni   | Espulsioni    | Presenze          | Reti              | Ammonizioni       | Espulsioni        | Presenze | Reti   | Ammonizioni | Espulsioni |
| ------------- | ------------- | ------------- | ------------- | ------------- | ----------------- | ----------------- | ----------------- | ----------------- | -------- | ------ | ----------- | ---------- |
| B. Lerch      | -             | -             | -             | -             | -                 | -                 | -                 | -                 | -        | -      | -           | -          |
| P. Pentke     | 28            | 0             | 1             | 0             | 2                 | 0                 | 0                 | 0                 | 30       | 0      | 1           | 0          |
| A. Weidinger  | -             | -             | -             | -             | -                 | -                 | -                 | -                 | -        | -      | -           | -          |
| A. Weis       | 6             | 0             | 0             | 0             | -                 | -                 | -                 | -                 | 6        | 0      | 0           | 0          |
| B. Gimber     | 26            | 1             | 10            | 0             | 2                 | 0                 | 0                 | 0                 | 28       | 1      | 10          | 0          |
| O. Hein       | 1             | 0             | 0             | 0             | -                 | -                 | -                 | -                 | 1        | 0      | 0           | 0          |
| M. Hofrath    | 8             | 0             | 1             | 0             | -                 | -                 | -                 | -                 | 8        | 0      | 1           | 0          |
| M. Knoll      | 32            | 7             | 5             | 0             | 2                 | 0                 | 0                 | 0                 | 34       | 7      | 5           | 0          |
| S. Nachreiner | 27            | 0             | 4             | 0             | 2                 | 0                 | 1                 | 0                 | 29       | 0      | 5           | 0          |
| A. Nandzik    | 31            | 0             | 6             | 0             | 2                 | 0                 | 0                 | 0                 | 33       | 0      | 6           | 0          |
| M. Palionis   | 8             | 0             | 4             | 0             | -                 | -                 | -                 | -                 | 8        | 0      | 4           | 0          |
| B. Saller     | 29            | 1             | 4             | 0             | 1                 | 0                 | 0                 | 0                 | 30       | 1      | 4           | 0          |
| A. Sørensen   | 25            | 0             | 5             | 1             | 1                 | 0                 | 0                 | 0                 | 26       | 0      | 5           | 1          |
| A. Geipl      | 22            | 0             | 10            | 0             | 2                 | 0                 | 0                 | 0                 | 24       | 0      | 10          | 0          |
| U. Hesse      | 1             | 0             | 0             | 0             | -                 | -                 | -                 | -                 | 1        | 0      | 0           | 0          |
| K. Hoffmann   | -             | -             | -             | -             | 2                 | 0                 | 0                 | 0                 | 2        | 0      | 0           | 0          |
| S. Kopp       | -             | -             | -             | -             | -                 | -                 | -                 | -                 | -        | -      | -           | -          |
| M. Lais       | 32            | 2             | 7             | 0             | 2                 | 1                 | 0                 | 0                 | 34       | 3      | 7           | 0          |
| S. Adamyan    | 33            | 5             | 7             | 0             | 2                 | 0                 | 0                 | 0                 | 35       | 5      | 7           | 0          |
| H. Ghaddioui  | 5             | 0             | 0             | 0             | -                 | -                 | -                 | -                 | 5        | 0      | 0           | 0          |
| S. Freis      | 5             | 0             | 0             | 0             | 1                 | 0                 | 0                 | 0                 | 6        | 0      | 0           | 0          |
| J. George     | 29            | 7             | 5             | 0             | 1                 | 0                 | 0                 | 0                 | 30       | 7      | 5           | 0          |
| M. Grüttner   | 33            | 13            | 6             | 0             | 2                 | 2                 | 0                 | 0                 | 35       | 15     | 6           | 0          |
| J. Mees       | 22            | 6             | 2             | 0             | 2                 | 0                 | 1                 | 0                 | 24       | 6      | 3           | 0          |
| J. Nietfeld   | 30            | 5             | 1             | 0             | 2                 | 2                 | 0                 | 0                 | 32       | 7      | 1           | 0          |
| S. Stolze     | 27            | 3             | 4             | 0             | -                 | -                 | -                 | -                 | 27       | 3      | 4           | 0          |
| A. Vrenezi    | 15            | 0             | 1             | 0             | -                 | -                 | -                 | -                 | 15       | 0      | 1           | 0          |